# Ennomos nephotropa
Ennomos nephotropa là một loài bướm đêm trong họ Geometridae.